# Марія Парадіс
Марія Парадіс (1778 — 1839) — перша жінка, що зійшла на гору Монблан. Здійснила сходження в 1808 році, через 22 роки після підкорення Монблану чоловіками.
Була бідною служницею з Шамоні (в той час — частина Королівства Сардинія). 14 липня 1808 року в супроводі відомого гірського провідника Жака Бальма здійснила сходження на Монблан, найвищу гору Європи. У фіналі сходження була настільки виснаженою, що потребувала постійної допомоги провідників, а на вершині мала утруднене дихання, не могла говорити і бачити.
Після сходження отримала прізвисько «Марія де Монблан».